# Osteostraci
Die Osteostraci, auch Cephalaspidiformes, sind eine Gruppe ausgestorbener, fischähnlicher, kieferloser Wirbeltiere. Die ältesten Fossilien dieser Tiere stammen aus Ablagerungen der Meeresküsten und Lagunen des mittleren Silurs (Wenlock-Serie, ca. 430 mya). Im Unterdevon entwickelte sich eine Vielzahl von Arten, die hauptsächlich im Süßwasser lebten. Im Oberdevon (ca. 370 mya) wurden sie selten und starben schließlich aus. Insgesamt wurden etwa 200 Arten oder Gattungen fossil nachgewiesen.

## Merkmale

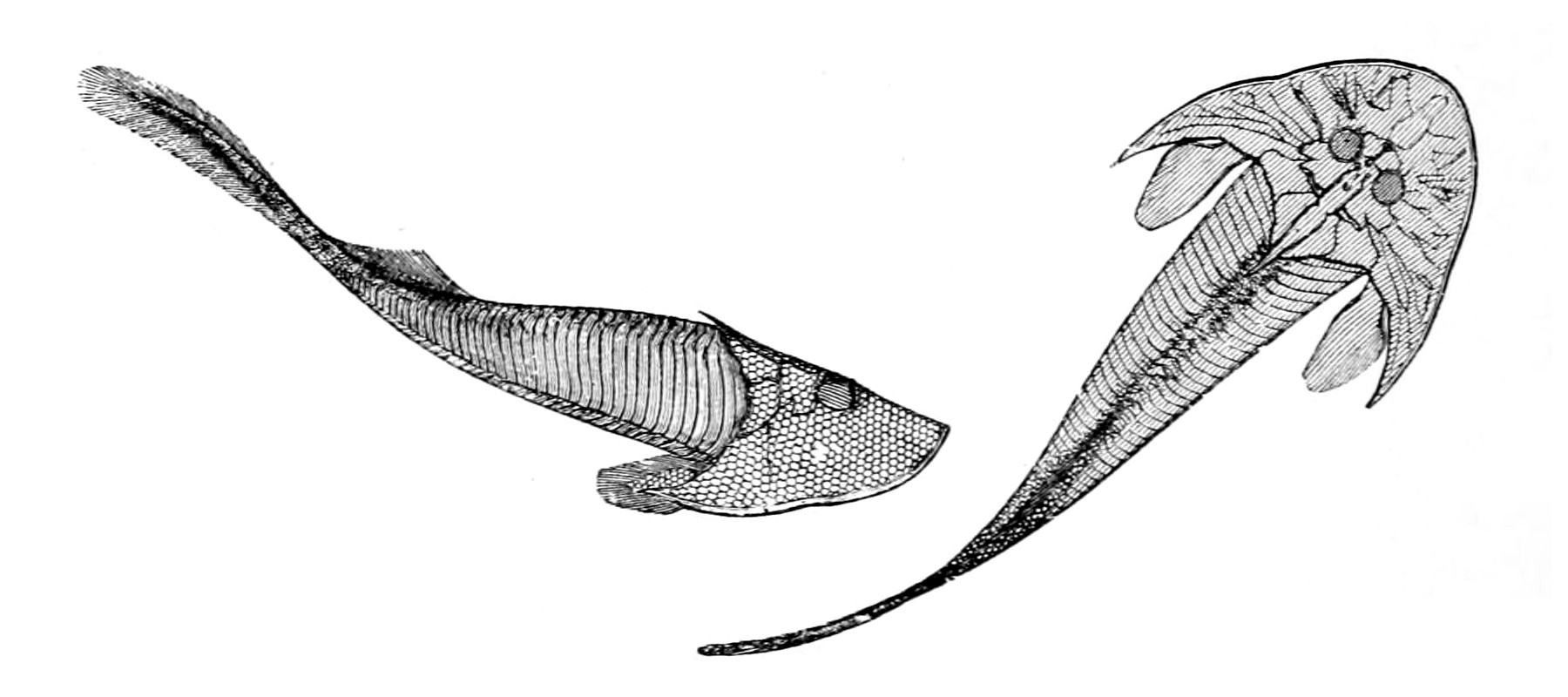
Lebendrekonstruktion von Cephalaspis aus dem Unterdevon

Die Osteostraci hatten wie die Galeaspida und die Pituriaspida ein panzerartiges Exoskelett. Ihr Panzer umfasste den großen, hufeisenförmigen Kopf und den Rumpf. Bei späteren Formen wurde er reduziert und umfasste nur noch den Kopf. Im Panzer befinden sich acht bis zehn Öffnungen für die Kiemen und auf der Mitte der Oberseite, nah beieinander, zwei Augen. Die Anatomie der Osteostraci ist bestens bekannt, da ihr Knorpelskelett von einer dünnen Knochenschicht umgeben war. Unter anderem sind das Gehirn, das runde, unterständige Maul und die Kiemen, aber auch einzelne Adern und Nerven bekannt. Da der Panzer nicht mitwachsen konnte, kann seine Verknöcherung erst beim ausgewachsenen Tier eingesetzt haben.
Der nicht vom Panzer umschlossene Teil des Körpers war von rautenförmigen Schuppen bedeckt. Ursprüngliche Formen hatten zwei Rückenflossen, spätere nur eine oder gar keine. Die heterozerke Schwanzflosse wurde von der nach oben gebogenen Chorda dorsalis gestützt. Die Fische entwickelten mit der Reduktion des Panzers auf die Kopfregion skelettlose, nur durch Muskeln gestützte, paarige Brustflossen, die seitlich am Ende des Kopfpanzers hervortraten. Zu beiden Seiten des Kopfes lagen Felder von Sinnesorganen, mit denen die Tiere vielleicht elektrische Felder oder Druckveränderungen im Wasser wahrnehmen konnten. Wegen des schweren Kopfes nimmt man eine benthische Lebensweise an. Einige Formen können aber auch aktive Schwimmer im freien Wasser (Pelagial) gewesen sein.
Die meisten Osteostraci wurden etwa 20 bis 40 Zentimeter lang, die kleinste Form erreichte 4 Zentimeter, die größte eine Länge von einem Meter.

## Systematik

Phylogenetische Position der Gruppe Osteostraci.

Wegen des plötzlichen Auftauchens der Osteostraci im Fossilbericht des Oberen Silur nimmt man an, dass sie erst seit dieser Zeit einen fossil erhaltungsfähigen Panzer ausbildeten. Unter allen Kieferlosen teilen die Osteostraci (vielleicht zusammen mit den Pituriaspida) die größte Anzahl von Autapomorphien mit den Kiefermäulern (Gnathostomata), vor allem paarige muskulöse Flossen, einen Knochenring (Skleralring) um die Augen und die heterozerke Schwanzflosse.
Die Osteostraci werden in fünf als Cornuata zusammengefassten Haupttaxa unterteilt:
- Benneviaspidida
- Cephalaspidida
- Kiaeraspidida
- Tyestiida
- Zenaspidida

Daneben gibt es mit den Gattungen Ateleaspis, Aceraspis, Hemicyclaspis und Hirella vier basale, primitive Osteostraci.